# Kōfu (stacja kolejowa)
Kōfu (jap. 甲府駅 Kōfu-eki) – stacja kolejowa w Kōfu, w prefekturze Yamanashi, w Japonii. Stacja posiada 2 perony.